# Un país de novela
Un país de novela es un ensayo del escritor argentino Marcos Aguinis publicado por primera vez en el año 1988, donde se analizan con criterio paradojal los contrasentidos de la Argentina y sus habitantes desde la época colonial hasta el advenimiento de la democracia en 1983

## Sinopsis
El libro se divide en cinco partes que cubren en forma cronológica las grandes etapas históricas del país, y está subdividido además en 43 capítulos más un epílogo de reconocimiento  bibiliográfico:

### I - Pórtico
La primera sección del libro desarrolla en seis capítulos una introducción o contexto general enfocando distintas particularidades de la idiosincrasia argentina. Recordando la obra de Orwell, Aguinis dice que "la Argentina realizó una suerte de inversión: vivió la atmósfera de "1984" antes de 1984, y en ese año disfrutó la alegría de tener restablecida la democracia".
Para el autor, una de las "invenciones" vergonzosas de esta época fueron los desaparecidos, ya que "Antes de los desaparecidos, Argentina era apenas identificada por el tango, Evita, o el Che Guevara".

Todo lo que se diga sobre nuestro pueblo -sobre cualquier pueblo- es una conclusión aproximada y provisoria
Marcos Aguinis, Un país de novela, Cap.2

Desde esta premisa, Aguinis intenta definir elementos de la identidad argentina incluyendo los años del exilio, el engreimiento puertas afuera y la sinceridad y hasta crueldad para reconocer los defectos propios en la intimidad. En sus palabras "la prepotencia es el antifaz de cierta impotencia", la alternancia entre solución y salvación, el criterio irresponsable por el cual los argentinos además de no ser los hacedores de la riqueza natural del país, tampoco son los responsables de los males, que se atribuyen al gobierno de turno, "al extranjero, al imperialismo, al patrón, al empleado o al vecino".
De la actitud de no hacerse responsable de la propia realidad, se pasa según Aguinis a la combinación de escepticismo ("Todo va mal") con lugares comunes o "certezas" incontrastables ("El pueblo nunca se equivoca", "nuestro destino de grandeza").
La irresponsabilidad, junto a un criterio de autoritarismo pasivo ("No te metás"), da paso a otra característica distintiva: la protesta que frecuentemente remplaza a la propuesta.
Aguinis dedica un capítulo entero al análisis de la "viveza criolla", un fenómeno para él epigónico de El lazarillo de Tormes en la picaresca española. El "vivo" se divierte con la "cachada", la burla al prójimo tomado "de punto", actúa generalmente frente a un auditorio para sus andanzas (la "barra" de amigos), y -según Aguinis- no ser "vivo" implica directamente ser "zonzo", algo socialmente intolerable en la Argentina:

"Me encarcelaron por ladrón, no por zonzo"

Aguinis destaca que el "vivo" es exitista, no exitoso, es resentido, desdeña el esfuerzo, y representan una máscara que oculta una profunda desvalorización personal.

### II- Abuelos
En esta segunda parte, el autor inicia un paisaje ordenado cronológicamente sobre la caracterización del país y sus habitantes, desde  la base de las poblaciones originarias hasta la época de la independencia.

"Los primitivos dueños de la tierra no sabían unos de otros, ni sabían que eran dueños. Consumieron decenas de generaciones ignorándose unos a otros e ignorando al conjunto.
Marcos Aguinis, Un país de novela, Cap.7

Aguinis enfatiza la inmensidad del territorio y el carácter puntual y aislado de las poblaciones indígenas, resaltando lo que -a su juicio- constituye la base primitiva, precaria y triste según sus palabras, de la identidad argentina.
La llegada de los españoles al Río de la Plata, veinticuatro años después de la epopeya de Colón se produce según el autor en un tiempo en que "España ha terminado su guerra de siglos contra los moros y se queda con las armas en la mano". Con esto, los soldados encuentran un nuevo "campo de batalla" en el Nuevo Mundo. Apoyándose en citas de diversos personajes, Aguinis resalta el genocidio y la violencia que marcó esa época.
Se detallan los orígenes y características de dos instituciones propias de la relación conquistador-indio, la mita, y la encomienda, y se concluye en la herencia que esto ha dejado en la idiosincrasia moderna:

"Cada latinoamericano -cada argentino- es aún el campo de confrontación entre un conquistador y un indígena, entre un triunfador y un vencido, entre un ambicioso y un resignado"
Marcos Aguinis, op. cit. Cap.9